# 临时居民
临时居民是指被授予在一个国家有停留一定时间的权利（如持有签证或居留证），但没有正式公民身份的外国国民。這些外國國民可能是出於学习、商业或其他原因而短暫停留他國。各个国家/地区都有自己的与临时居民相关的规则或政策：
- 北美
  - 在美国的临时居留权[1]
  - 加拿大临时居留（英语：Temporary residency in Canada）
- 南美洲
  - 在巴西的临时居留
- 亚洲：
  - 中华人民共和国临时居留[2]
- 欧洲联盟：
  - 德国居留许可（英语：German residence permit）
  - 在捷克共和国的临时居留权[3]
  - 在波兰的临时居留权[4][5]
  - 在爱沙尼亚的临时居留权[6]
  - 在立陶宛的临时居留权[7]
  - 葡萄牙黄金签证
- 其他
  - 在澳大利亚的临时居留权[8]
  - 在南非的临时居留权[9]